# ان‌جی‌سی ۷۰۷۰
ان‌جی‌سی ۷۰۷۰ (انگلیسی: NGC 7070) یک کهکشان مارپیچی است که در فاصله ۱۰۰ میلیون سال نوری از زمین در صورت فلکی درنا قرار دارد. این کهکشان همراه نزدیک به نام NGC 7070A دارد. کهکشان NGC 7070 توسط اخترشناس جان هرشل در ۵ سپتامبر ۱۸۳۴ کشف شد.